# Vikingatida bebyggelsemönster

Fördelning av vikingatida runstenar i Sverige. Antal runstenar / km², per kommun:
>10
5-9
1-4
<1
Saknar runstenar

Kartorna till höger och vänster anger tätheten på vikingatida och tidigmedeltida kyrkor respektive runstenar. Ju mörkare områden desto tätare med kyrkor eller stenar. Eftersom tätheten på sockenkyrkor hänger samman med tätheten på invånare, visar kartan också befolkningsfördelningen under tidig medeltid. Då de tidigmedeltida kyrkorna normalt föregåtts av vikingatida träkyrkor kan bilden dessutom sägas vara giltig även för vikingatiden.

## Götar

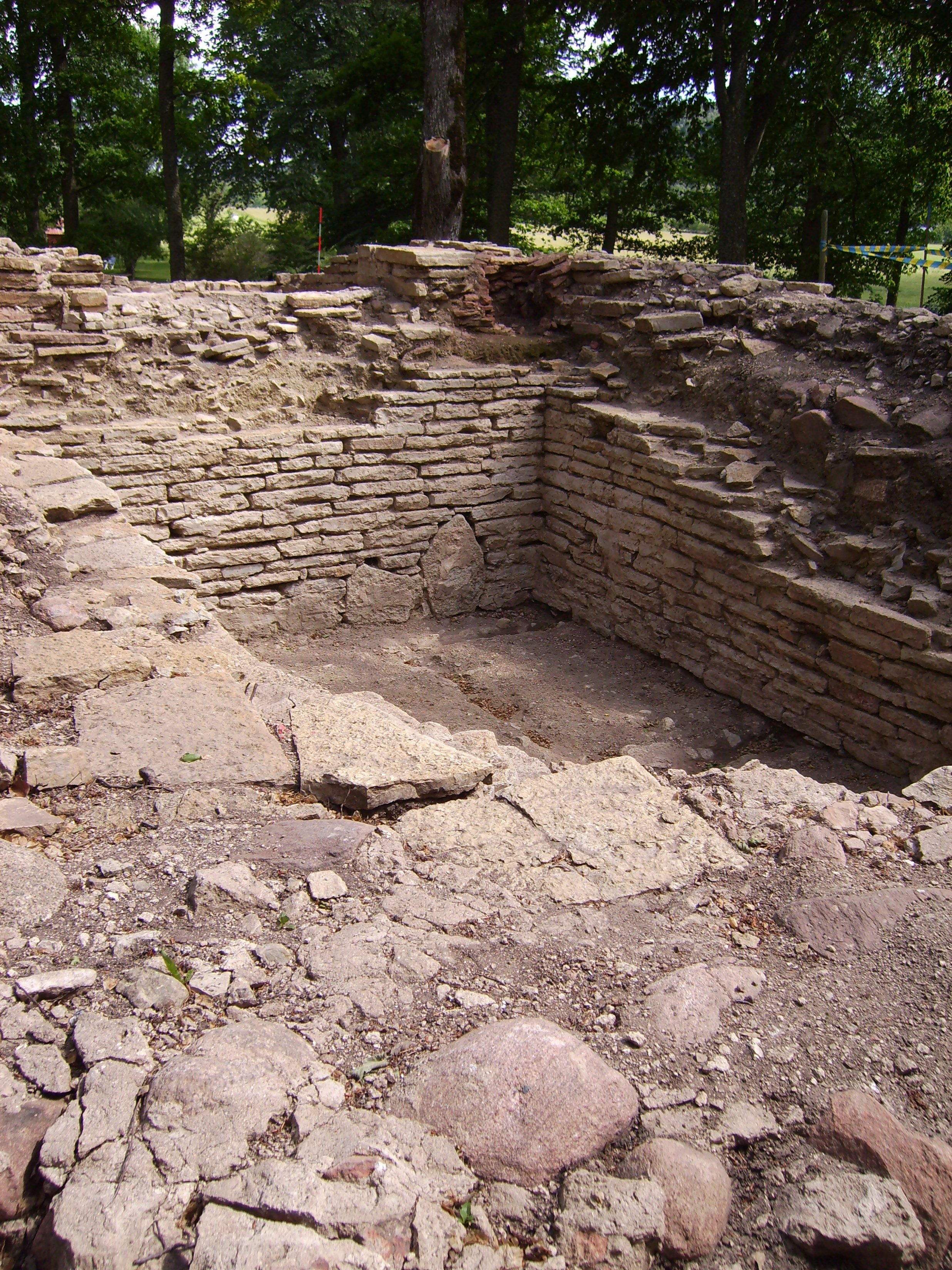
Rester av Sveriges (förutom Skånes) äldsta stenkyrka, i Varnhem från 1040-talet eller tidigare.

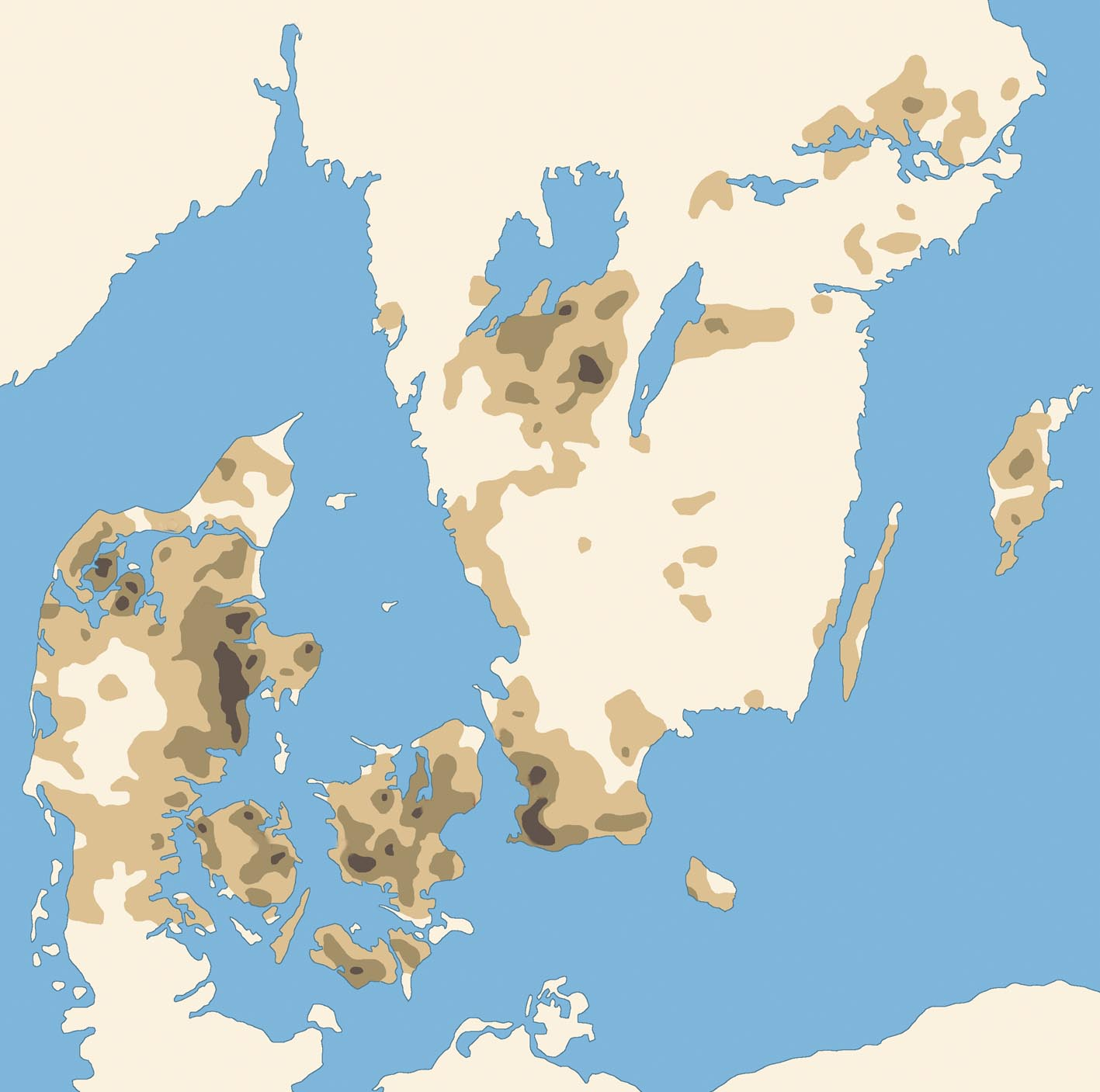
Tätheten hos kyrkor i Sydsverige och Danmark från 1000 till 1250 (vikingatid och äldre medeltid). Analys: Sven Rosborn.

För nuvarande Sverige är det främst tre områden som utmärker sig: sydvästra Skåne, Västergötland och Gotland. Vad gäller Västergötland finns två stora förtätningar, dels vid Falköpingstrakten, dels vid Husaby invid Vänern. Kännetecknande för de båda götalandskapen Östergötland och Västergötland är att centralbygderna inte når ut till kusterna. Man skulle därför om göterna kunna säga att dessa i huvudsak bildat ett ”landvälde”. Västergötland har haft sin anslutning till havet via Göta älv med en större hamn i Lödöse redan under slutet av vikingatiden. Före denna tid fanns flera köpingar som Köpingen vid Trollhättan och Grönköp vid Skepplanda.

## Svear
Svearnas område runt Mälaren uppvisar hög befolkningstäthet. Ett centrum ses runt Gamla Uppsala. Svearna är den grupp som omnämns flitigast i historiska texter från perioden. Detta beror delvis på att resebeskrivningarna fram till slutet av 900-talet har gjorts av resenärer som färdats med skepp. På 870-talet omtalas till exempel ”sveonerna” av Wulfstan. Enligt honom tillhörde då Blekinge, Möre (Kalmartrakten), Öland och Gotland sveonerna. Rimbert skriver från samma tid: ”Det fanns nämligen ett folk som kallades kurer och som bodde långt borta från sveonernas land och förr i tiden hade lytt under deras välde. Men redan för länge sedan hade de gjort uppror och vägrat acceptera sveonernas överhöghet.” I början av 900-talet satt en svensk Olof som kung i Hedeby i södra Jylland. I Blekinge, som fortfarande på 1000-talet måste ha tillhört svearna, har från denna tid påträffats väldiga spärranordningar under vatten. Dessa har skyddat de stora handelsplatserna. Skulle man karakterisera svearnas rike stiger detta i källmaterialet närmast fram i egenskap av ett "sjövälde".

## Gotland
Gotlands äldre historia omtalas i den s.k. Gutasagan, nedskriven före 1100-talet: ”Många kungar stred mot Gotland medan det var hedniskt. Dock behöll gutarna alltid segern och rätten sin. Sedan sände gutarna många sändebud till svearnas rike, men ingen av dem fick fred förrän Avir Straibain från Alva socken. Han var den förste som slöt fred med sveakungen.” Vidare står det: ”Sändebud ska kungen och även jarlen sända till gutarnas ting, och där taga skatt sin. Dessa sändebud ska lysa frid för gutarna att fritt fara över hav som Uppsala kung tillhör.”
Dessa ord markerar också mycket tydligt att svearnas maktstruktur bör ha varit uppbyggd som ett sjövälde med intresseområden runt Östersjöns stränder.

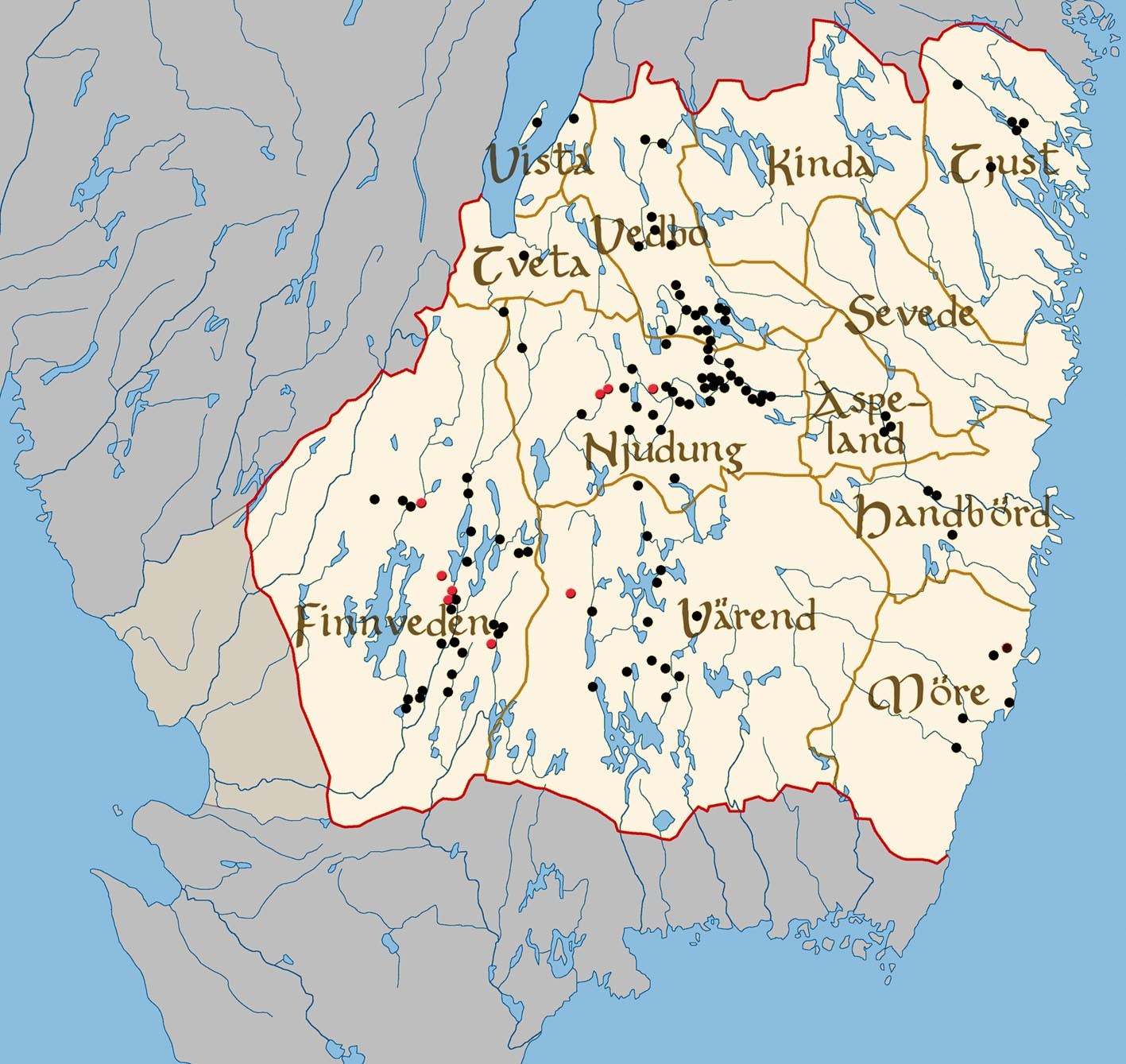
De olika bygderna i vikingatidens Småland. Röda och svarta punkter anger runstenar. Röda punkter är stenar med texter om långväga färder.

## Småland
Småland är ett område som avviker från de övriga genom att vara uppdelat i en stor mängd just små landområden. Inte mindre än 12 ”småland” har det funnits, vardera styrt av en kung eller storman. Tre av dessa utmärker sig i storlek och genom en förtätad fornlämningsbild. I sydväst ligger Finnveden och direkt öster om detta Värend. Norr om Värend finns Njudung. Intressant är hur bygderna i Småland fördelar sig på de stora sjösystemen och de stora åar som finns i landskapet. Finnveden är koncentrerad till den stora sjön Bolmen och dess utflöde västerut genom Lagan. Värend ligger runt Helgasjön och Åsnen och deras utflöde söderut genom Helge å. Njudung ligger runt sjöarna från vilken Emån rinner ut i Kalmarsund. Det är också i dessa tre smålanden som man finner merparten av landskapet Smålands runstenar.
Kartan över Småland visar att Finnveden kan ha nått ut till Kattegatt i väster. Landområdet verkar nämligen tämligen avkapat. Kanske är det så att Finnveden blev avstängd från kusten genom danskarnas expansion. Halland och Bohuslän omtalas nämligen av en sjöfarare från Norge på 870-talet tillhöra Danmark.

## Mellannorrland
Mellannorrland har av arkeologen Per H Ramqvist tolkats som ett av de femtontal självständiga småkungadömen som ingick i den Skandinaviska kultursfären. Regionen kallas i medeltida källor Jämtland och Hälsingland, där det senare motsvarade dagens Hälsingland, Medelpad och Ångermanland men sannolikt inte Västerbotten. I regionen hade jordbruk förekommit alltsedan bronsålder och tidig järnålder, och bebyggelsen var koncentrerad till sex geografiskt åtskilda områden (som Ramqvist tolkar som folkland) vid bördiga dalgångar nära kusten samt kring Storsjön i Jämtland. Insjögravar var fortfarande vanliga i inlandet under vikingatid och ses som spår av en jakt- och fångstkultur, som hade nära handelsförbindelser med jordbruksbefolkningen.
Befolkningsutvecklingen i regionen hade avstannat på 600-talet, sannolikt till följd av att den tidigare så omfattande jämtländska järnproduktionen och den kustnära järnhandeln med Uppland fick konkurrens av järnproduktion i Gästrikland och sydvästra Hälsingland. Under vikingatiden växte bebyggelsen åter till i regionen, mängden fångstgropar ökade, och större fynd av romerska och arabiska myntskatter från tidsperioden visade på rikedom. Detta tolkas som en konsekvens av bland annat att pälshandelförbindelser hade etablerats strax innan vikingatiden med Skandinaviens tidigaste städer, och senare under Vikingatid med östliga städer i Novgorod. Befolkningsökningen sammanfaller också med Snorre Sturlassons saga om att många Trönder som flydde från Harald Hårfager bosatte sig i Jämtland i slutet av 800-talet. Ortnamn visar på tidig tröndersk inflyttning till mellan-Norrland, även kustlandet. Ett stort antal av landskapets ortnamn slutar dessutom på -sta (ställe), vilket indikerar att de är från vikingatid eller tidigare under järnåldern. Förkristen kult visas av namn som Vi och Hov.